# Epimyrma zaleskyi
Epimyrma zaleskyi là một loài kiến thuộc họ Formicidae. Đây là loài đặc hữu của Cộng hòa Séc.